# Al Pratt
Átomo (Al Pratt) es un personaje ficticio que aparece en los cómics estadounidenses publicados por DC Comics. Es el primer personaje en usar el nombre Átomo. Inicialmente no tenía superpoderes y originalmente era un estudiante universitario diminuto y luego un físico, generalmente representado como un personaje de "tipo duro". Al Pratt es también el padre de Damage y el padrino de Atom Smasher.
El personaje hizo su debut de acción real en la serie de televisión Smallville, interpretado por Glenn Hoffman. Henry Winkler hizo un cameo como el personaje de la película de DC Extended Universe, Black Adam (2022).

## Etimología y orígenes
Átomo apareció por primera vez en All-American Comics #19 (octubre de 1940) y fue creado por el escritor Bill O'Connor y el artista Ben Flinton. El personaje siguió apareciendo de forma intermitente hasta el número 72 (abril de 1946). En 1947, Atom pasó de All-American Comics a Flash Comics con el número 80 (febrero de 1947) y continuó hasta el número 104 (febrero de 1949).
En el invierno de 1940, Átomo también comenzó a aparecer en All Star Comics como miembro de la Sociedad de la Justicia de América, comenzando con el número 3. Continuó con ese equipo hasta el número 57 (febrero de 1951).

## Biografía ficticia

### Edad de Oro
Inicialmente con 98 kg proverbial débil libra, intimidado en la escuela y no para impresionar a la chica de sus sueños, María Santiago, el 5 '1 "Al Pratt fue entrenado para la lucha contra la condición de exboxeador Joe Morgan (el mismo que entrenó a compañeros de Pratt Mystery Men, Lince y el Guardian). Pratt pronto se convirtió en miembro fundador de la Sociedad de la Justicia de América, que aparece en varias historias del equipo durante sus apariciones en la Edad de Oro original. En el All Star Comics # 3 (Invierno 1940) El átomo se describe a sí mismo JSAers sus compañeros como "Al Pratt, un estudiante de segundo año tranquilo en el Calvin College." Luego se convirtió en miembro fundador y activo de la All-Star Squadron. Durante la Segunda Guerra Mundial, Pratt sirvió como miembro del cuerpo de tanques en el Ejército de los Estados Unidos.
Según la Enciclopedia de superhéroes de la Edad de Oro de Jess Nevins, Átomo "lucha contra el Emperador de América, los agentes de la Sociedad del Dragón Negro y el Carnaval del Crimen, además de Cootie Gang, Mandini the Magician y el carroñero Undersea Raiders".
En 1948, el Átomo ganó fuerza super como resultado de los efectos latentes de la batalla de su 1942 con el supervillano reacios ciclotrón (después de cuya vestimenta Pratt rediseñado su casa). Más tarde se reveló que había tomado la custodia parcial de la hija de Ciclotrón, Terri. 
De Pratt última Edad de Oro aparición fue en All Star Comics # 57 en 1951, también la última Edad de Oro de Justicia historia de la sociedad. Más tarde se supo que un grupo de investigación especial del Senado se había trasladado a obtener las identidades de todos los superhéroes de activos, momento en que prácticamente todos los miembros de la Sociedad de la Justicia se retiró. En este punto en su vida, como se muestra en JSA # 70, Pratt fue dedicado a María Santiago, con miras a su matrimonio en un punto indefinido en el tiempo (como lo confirman Sociedad de la Justicia de América: El Especial del Reino Unido y otros).

### Últimos años
Pratt fue revivido con el resto del equipo en 1963 en el vol Flash. 1, # 137, y continuó haciendo varias apariciones en los años que siguieron. 
El libro cómico Atom, mostrando las aventuras de Ray Palmer, trajo el átomo de la Tierra-2, junto con el átomo de la Tierra-1. Issue # 29 (1967) describe Al Pratt como que viven en la ciudad de Calvino y como profesor en el Calvin College, también posee un automóvil vez que se transforma en un convertible ordinario de la Atomobile. En esta historia es Ray Palmer que construye un "vibrador de dimensiones especiales" que permite viajar entre las dos Tierras. El villano en esta aventura es El Pensador. En el número 36 (1968) Al Pratt es específicamente nombrado profesor de física nuclear en el Calvin College. Construido en el cinturón de su uniforme Atom es su propio "vibrador atómica", que permite viajar entre la Tierra. Al es representado como un joven hombre de aspecto que es "tan ocupada como el átomo" que "una especie de dejar pasar el romance [le] por". Se muestra también son sus amigos Bill y Betty Roberts, así como la primera reunión con Marion Thayer en una cita doble. Se desconoce lo que había sucedido a María Santiago, pero en DC Comics Presents # 31 (1980), la esposa de Pratt Thayer se asemeja a la rubia más del moreno James.
El estado de átomo con la Sociedad de la Justicia de América como un miembro de la reserva hasta después de la formación de Infinity, Inc.. Después de la Crisis en las Tierras Infinitas, los últimos días de la Sociedad de la Justicia Especial (1986) contó cómo Pratt, junto con sus compañeros de equipo, evitó el desencadenamiento de Ragnarok, un tiempo de desplazados y estremecer al mundo evento iniciado originalmente por Adolf Hitler el 12 de abril de 1945. Con el fin de evitar la destrucción del mundo, Al y los demás optaron por entrar en un limbo mágico - aparentemente por toda la eternidad. 
En 1992, mini-serie Armageddon: Inferno interpuesto Al Pratt y los demás miembros de la ACC de nuevo en el mundo post-crisis. La corta serie de Justicia de la Sociedad de América (1992-1993) contaba la historia de la reintegración del equipo en la sociedad. Al era representado como un hombre calvo, corto, robusto, con las manos radiactivos, super-potencia y un cuerpo de edad a alrededor de 60 años o menos. También fue escrito como un hombre más interesado en la formación de la próxima generación de héroes de "corriendo el loco misiones super-héroe" (edición # 2), aunque todavía estaba exaltado. La serie trajo Al y la ACC en conflicto con la Ultra-Humanidad, Pol St. Germain, y kulaks filosofal. 
La Sociedad de la Justicia ha estado en servicio activo solo brevemente a la miniserie de 1994 Zero Hour describe el asesinato de Al Pratt por el villano temporal Extant, quien aumentó su tasa temporal y lo envejeció hasta la muerte.

### Legado
En la década de 1980,(ahijado de Al Pratt), Al Rothstein se introdujo. Rothstein era conocido como el superhéroe Nuklon (más tarde cambia su nombre a Atom Smasher), apareció por primera vez como miembro de Infinity Inc 
En la década de 1990, se reveló que Pratt tenía un hijo llamado Grant Emerson. Al Pratt no tenía conocimiento de esto - que le habían dicho que hubo complicaciones con el parto y que el niño no había sobrevivido. En verdad, Grant fue secuestrado y alterados genéticamente en un superser por el Vándalo Salvaje villano, después de la aparición de la pubertad, se convirtió en el superhéroe de los daños. Los daños más tarde apareció en dos encarnaciones de los Teen Titans, finalmente se sumaron a los Combatientes por la Libertad y desde entonces se ha convertido en un miembro de la Sociedad de la Justicia de América. 
En un principio se creía que la moderna Manhunter Kate Spencer es su nieta. Sin embargo, Kate es, de hecho, la nieta de Phantom Lady y Iron Munro. Al Pratt permitido Sandra Knight (la Dama Fantasma) para usar su información de contacto para entrar en un hogar para madres solteras, que condujo a la confusión. 
En la otra vida, el Atom también entabló amistad con el recientemente fallecido Starman, David Knight. En los sueños, David llevó a su hermano, el Starman siguiente, Jack Knight a un banquete en el limbo asistieron Atom y varios otros hombres misterio fallecido.
En el cruce de Blackest Night, Al Pratt fue reanimado como miembro de los Black Lantern Corps, para atacar a la Sociedad de la Justicia y sus hijos Damage y Atom Smasher.

### Universo DC
En "DC Universe", una continuación de "DC Rebirth", se vio la versión Prime Earth de Atom cuando John Stewart y Barry Allen retroceden en el tiempo y se encuentran con la Sociedad de la Justicia de América en el momento en que Legion del Mal planeó entrometerse con la historia.
En las páginas de "Dark Nights: Death Metal", se revela que Al Pratt está enterrado en el cementerio de Valhalla. Más tarde, Batman lo revivió con un Black Lantern Ring.
En las páginas de "The New Golden Age", un flashback de 1940 como Atom entre los miembros de la Sociedad de la Justicia participando en una foto grupal. Cuando Atom le pregunta al Doctor Fate si tendrá hijos, el Doctor Fate dice que tendrá al menos uno. Cuando el Casco del Destino comenzó a calentarse, Atom y Hawkman tuvieron que quitárselo al Doctor Fate.

## Poderes y habilidades
Durante sus primeros días de lucha contra el crimen, Al Pratt no poseía cualidades metahumanas. En cambio, es un boxeador formidable, un físico experto y un excelente atleta. Después de ser bombardeado por las energías de Cyclotron, Pratt ganó una inmensa fuerza, resistencia, durabilidad y velocidad, así como la capacidad de concentrar la energía radiactiva en un puñetazo. Además, el átomo tiene resistencia a ciertos tipos de radiación. También adquirió la juventud y la vitalidad increíble después de la batalla con Ian Karkull.

## Otras versiones

### JSA: La edad de oro
En la historia de Elseworlds JSA: The Golden Age, Al Pratt fue convocado por Tex Thompson como sujeto de prueba para el proyecto del superhéroe de la era atómica. Fue rechazado debido a la naturaleza de sus habilidades atómicas que habrían envenenado a Adolf Hitler. Aunque Al fue contratado para trabajar en las oficinas de reclutamiento de la Oficina Federal de Superhéroes.

### Justice Society Infinity
En Tierra-2, Al Pratt es un miembro activo de la Sociedad de la Justicia de América después de que se convirtió en la Sociedad de la Justicia Infinity junto con su ahijado Nuklon. La Sociedad de la Justicia Infinity tuvo un encuentro con Power Girl cuando ella terminó en su mundo y Atom se enteró de ella que la contraparte de su ahijado se llamaba Atom Smasher. Power Girl no se atrevió a hacerle saber a Atom que el Al Pratt de su mundo está muerto.

### Tierra 2
En 2011, The New 52 reinició la continuidad del Universo DC. Al fue reintroducido en la serie en curso de Tierra 2 como sargento de EE. UU. Estaba a cargo de un escuadrón que transportaba una bomba atómica destinada a neutralizar una torre apokoliptiana responsable de transportar Parademons a la Tierra. Sin embargo, su escuadrón es atacado mientras se dirigía a la torre y la bomba es detonada. Más tarde, Al se encuentra ileso en el centro de una huella de mano gigante en el suelo. Cinco años después, Al se convirtió en capitán del Ejército Mundial y opera como un superhéroe con el nombre en código "el Átomo", vistiendo un disfraz similar al de su hijo Damage mientras posee los poderes de energía atómica de su contraparte original y los poderes de cambio de tamaño. Al se despliega como Atom para derrotar a Grundy, que está arrasando Washington DC. Después de caer en el aire desde su transporte, Al se agranda y aterriza sobre Grundy, ordenando a Flash, Green Lantern y Hawkgirl que se retiren.
Durante la pelea con el clon Brutaal de Superman, Atom pierde su brazo derecho después de ayudar a Sandman a evacuar a algunos civiles.
Después de pasar un tiempo en coma inducido médicamente, Atom participó en una misión final. Esta misión involucró que lo dejaran caer en un agujero donde lo expandió para crear una caverna para los sobrevivientes de la Tierra 2 como el costo de su vida. Una vez hecho esto, Atom se encogió de nuevo a su tamaño normal antes de morir. Los sobrevivientes honraron su sacrificio llamando a la ubicación Atom's Haven.

## Otros medios

### Televisión
- Un análogo llamado Tom Turbine apareció en el episodio de dos partes de Liga de la Justicia, "Leyendas", con la voz de Ted McGinley. Es un homenaje a la Edad de Oro Atom, con quien comparte estatura, combinación de colores, profesión, características y un conjunto de poderes similar, mientras que también tiene elementos de los rasgos faciales de Edad de Oro de Superman.
- Al Pratt / Atom aparece en el episodio de dos partes de Smallville, "Absolute Justice", interpretado por Glenn Hoffman. Esta versión fue miembro de la Sociedad de la Justicia de América (JSA) desde la década de 1970 y profesor de física en Calvin College antes de ser arrestado durante una protesta estudiantil y acusado de fraude por parte del gobierno en una misión para acabar con la JSA. Si bien Pratt nunca fue condenado, se retiró de los actos heroicos debido a que las fuerzas del orden conocían su identidad.

### Cine
Al Pratt aparece en Black Adam (2022), interpretado por Henry Winkler. Esta versión es el tío de Albert Rothstein en lugar de su padrino y anteriormente operó como Atom Smasher antes de pasar el manto a Rothstein.

### Videojuegos
Al Pratt/Atomo aparece en Scribblenauts Unmasked: A DC Comics Adventure.